# Aminoacil ARNt

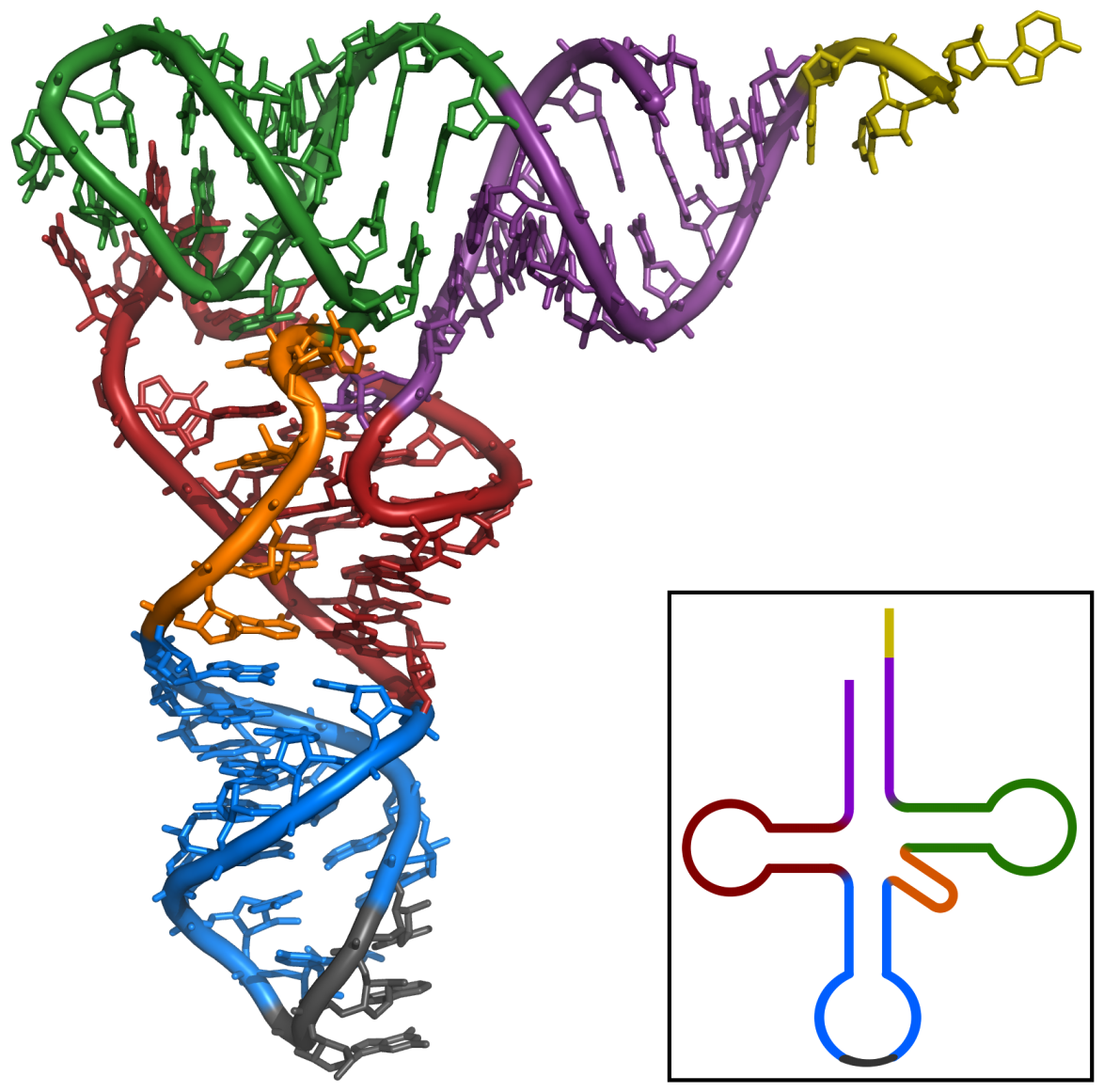
Molécula de ARNt, a la derecha arriba y en amarillo el extremo 3' donde se une el aminoácido para formar una molécula de aminoacil ARNt

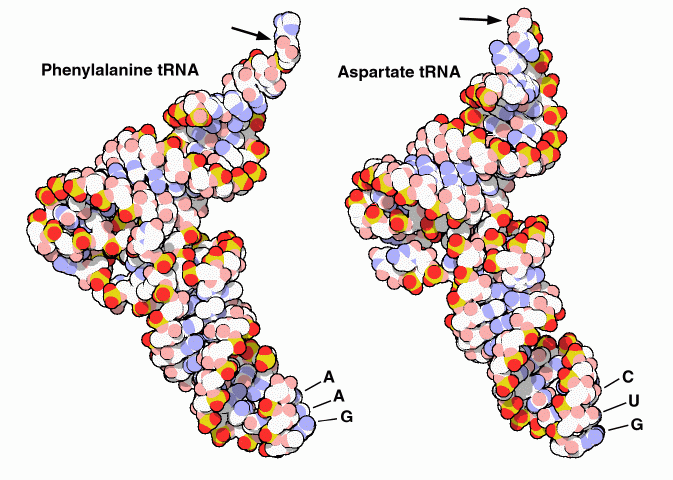
Dos moléculas de aminoacil-ARNt, a la izquierda la fenilalanil-ARNt, el aminoácido señalado con una flecha y el anticodón GAA, a la derecha un aspartil-ARNt mostrando el aminoácido (flecha) y el anticodón GUC

Un aminoacil-ARNt (también citado a veces como aa-ARNt o ARNt cargado) es un ARN de transferencia al cual se encuentra químicamente unido un aminoácido. En los seres vivos este aminoácido coincide con el anticodón expuesto por el ARNt.
El aminoacil-ARNt, junto con algunos factores de elongación, llevan el aminoácido hasta el ribosoma para su incorporación a la cadena polipeptídica que está siendo producida.
Un aminoácido específico se carga a cada tipo de ARNt por medio de una aminoacil ARNt sintetasa. Esta especificidad es crucial, ya que es la que asegura que sólo un aminoácido en particular haga juego con su respectivo anticodón, ya que luego la coincidencia entre este anticodón con el ARNm es la que se utiliza para la síntesis de proteínas.
Debido a la degeneración del código genético, puede haber múltiples ARNt que posean el mismo aminoácido, pero diferentes codones. Estos ARNt diferentes son llamados isoaceptores. Bajo ciertas circunstancias, se puede producir la carga de un aminoácido incorrecto en un determinado ARNt, resultando en un ARNt mal cargado o incorrectamente aminoacilado. Este ARNt incorrectamente cargado debe ser hidrolizado para prevenir una síntesis de proteína incorrecta. 

## Síntesis
Un aminoacil ARNt se produce en dos etapas. La primera es la adenilación del aminoácido, la cual forma aminoacil-AMP:
En la segunda etapa, el residuo aminoacídico es transferido al ARNt:
La reacción neta es:
La reacción neta es favorable únicamente porque la hidrólisis del pirofosfato resulta altamente energética, lo que aporta la energía para que las otras reacciones tengan lugar. Todas estas reacciones tienen lugar en el interior de una aminoacil ARNt sintetasa específica para cada ARNt.

## Hidrólisis
Los diferentes aa-ARNt poseen varias constantes de reacción diferentes para el proceso de hidrólisis entre el aminoácido y el ARNt, proceso que es de seudo primer orden. En general, el ARNt-prolina es el menos estable, mientras que debido al impedimento estérico que provoca el grupo metilo en el carbono β de las isoleucina e isovalina tiende a estabilizar a sus respectivos aa-ARNt. Se ha demostrado que un aumento en la fuerza iónica debido a la presencia de sales de sodio, potasio o magnesio tiende a desestabilizar el enlace aa-ARNt. Un aumento en el pH también desestabiliza el enlace y modifica la ionización sobre el carbono α del grupo amino del aminoácido. El grupo amino cargado, puede desestabilizar el enlace aa-ARNt, vía efecto inductivo. Se ha demostrado que el factor de elongación EF-Tu estabiliza el enlace.

## Diana terapéutica
Ciertas drogas tales como la tetraciclina previenen la unión del aminoacil-ARNt a la subunidad menor ribosomal en procariotas.